# Intermediärfilament
Intermediärfilament är en struktur i ryggradsdjurs cytoskelett som består av buntar av fiberproteiner. Deras tjocklek, cirka 10 nm, ligger mellan aktintrådar och mikrotubuli. De förstärker cellen och gör den tåligare mot mekaniska påfrestningar. Genom att intermediärfilamenten består av många proteinfibrer, som ligger intill varandra, tål de att sträckas i högre grad än vad aktintrådar och mikrotubuli gör.
Intermediärfilament bildar kopplingar mellan cellerna och förhindrar på så sätt att celler slits isär. Ett viktigt protein för bildning av intermediärfilament är keratin. Trådar av detta protein fungerar som ett skelett som förstärker människans hudceller.
Avsaknad av gener för normalt keratin leder till att cellerna inte är lika fast sammanbundna till varandra. En enkel handtryckning kan då få cellerna att brista och huden är normalt full av blåsor.